# Марк Вулдрідж
Марк Вулдрідж (англ. Mark Wooldridge; нар. 7 липня 1962) — колишній американський тенісист.
Найвищу одиночну позицію світового рейтингу — 148 місце досяг 25 лютого 1985, парну — 101 місце — 8 липня 1985 року.

## Титули на челленджерах

### Парний розряд: (1)
| Рік  | Турнір         | Покриття | Партнер    | Суперники                 | Рахунок  |
| ---- | -------------- | -------- | ---------- | ------------------------- | -------- |
| 1985 | Лагос, Нігерія | Ґрунт    | Еган Адамс | Петер Ельтер Петер Фейгль | 6–4, 6–4 |